# Mistrzostwa Świata w Łyżwiarstwie Szybkim w Wieloboju 1905
13. mistrzostwa świata w łyżwiarstwie szybkim w wieloboju odbyły się w dniach 21–22 stycznia 1905 roku w holenderskim mieście Groningen. Zawodnicy startowali na naturalnym lodowisku na Natuurijsbaan YVG in Stadspark. W zawodach wzięli udział tylko mężczyźni. Zawodnicy startowali na czterech dystansach: 500 m, 1500 m, 5000 m, 10000 m. Mistrzem zostawał zawodnik, który wygrywał trzy z czterech dystansów. Tytuł wywalczył Holender Coen de Koning. Srebrnych i brązowych medali nie przyznawano. Miejsca pozostałych zawodników są nieoficjalne.

## Uczestnicy
W zawodach wzięło udział 4 łyżwiarzy z 2 krajów. Sklasyfikowanych zostało 2.
| Państwa biorące udział w mistrzostwach | Państwa biorące udział w mistrzostwach |
| -------------------------------------- | -------------------------------------- |
| Holandia                               | Norwegia                               |

## Wyniki
- DNF – nie ukończył, DNS – nie wystartował

| Pozycja | Zawodnik            | Kraj     | 500 m     | 5000 m       | 1500 m      | 10000 m      |
| ------- | ------------------- | -------- | --------- | ------------ | ----------- | ------------ |
| 01 !    | Coen de Koning      | Holandia | 51.6 (2.) | 9:17.6 (1.)  | 2:41.0 (1.) | 19:16.0 (1.) |
| (2.)    | Martinus Lørdahl    | Norwegia | 49.8 (1.) | 9:57.0 (2.)  | 2:46.4 (2.) | 21:07.0 (2.) |
| DNS     | Sietse van de Waard | Holandia | 57.6 (3.) | 11:20.4 (3.) | 3:04.4 (3.) | 59:59.9 !    |
| DNF     | G. Bernard          | Holandia | DNF       | 11:45.2 (4.) | 9:59.9 !    | 59:59.9 !    |